# Gokal Pur
Gokal Pur là một thị trấn thống kê (census town) của quận North East thuộc bang Delhi, Ấn Độ.

## Nhân khẩu
Theo điều tra dân số năm 2001 của Ấn Độ, Gokal Pur có dân số 90.564 người. Phái nam chiếm 54% tổng số dân và phái nữ chiếm 46%. Gokal Pur có tỷ lệ 58% biết đọc biết viết, thấp hơn tỷ lệ trung bình toàn quốc là 59,5%: tỷ lệ cho phái nam là 63%, và tỷ lệ cho phái nữ là 52%. Tại Gokal Pur, 12% dân số nhỏ hơn 6 tuổi.